# Суранаш
Суранаш — село в Турочакском муниципальном районе Республики Алтай России. Относится к Курмач-Байгольскому сельскому поселению.

## История
Село основано в 1845 году

## География
Стоит на правом берегу реки Лебедь, между ее притоками: с запада — рекой Оо, с востока — малым притоком, безымянным на картах. Горы в окрестностях села достигает 600 метров.
Населённый пункт окружён горной тайгой смешанного типа.

## Население
| 2010 | 2011 | 2012 | 2013 | 2014 | 2015 | 2016 |
| ---- | ---- | ---- | ---- | ---- | ---- | ---- |
| 44   | →44  | ↘39  | ↘38  | ↘36  | ↘33  | ↘31  |

Все жители села коренной народ челканцы.

## Инфраструктура
Лесное хозяйство. Лично подсобное хозяйство.

## Транспорт
Просёлочная дорога очень низкого качества.